# 越ヶ谷町
越ヶ谷町（こしがやまち）は埼玉県の南東部、南埼玉郡に属していた町。

## 地理
- 河川：元荒川

## 歴史
- 1889年（明治22年）4月1日 - 町村制施行により、南埼玉郡越ヶ谷（こしがや）町が成立する。
- 1897年12月11日 - 合資会社鈴木銀行が設立される。
- 1898年11月29日 - 越谷貯蓄銀行が設立される。
- 1954年（昭和29年）11月3日 - 南埼玉郡大沢町、新方村、桜井村、大袋村、荻島村、出羽村、蒲生村、大相模村、増林村と合併し越谷町となる。

## 交通

### 鉄道
- 東武鉄道
  - 伊勢崎線：越ヶ谷駅（現越谷駅）